# 鄧氏墨頭魚
鄧氏墨頭魚为輻鰭魚綱鯉形目鲤科的一種穴居魚，被IUCN列為次級保育類動物。由于仅分布于阿曼佐法尔的阿泰尔石井洞（阿拉伯语：‎，羅馬化：Ṭawī Aʿtayr），别名阿泰尔墨头鱼（英語：Tawi Atair garra）。
邓氏墨头鱼是阿拉伯半岛仅有的两种穴居鱼之一，另一种是阿曼墨头鱼的胡泰洞（阿拉伯语：‎，羅馬化：Kahf al-Hūtah）种群。阿曼墨头鱼的胡泰洞种群已失去视力，但邓氏墨头鱼仍有视力。